# Mount & Blade: With Fire & Sword
Mount & Blade: With Fire & Sword là phần tiếp theo thứ hai của trò chơi máy tính thuộc thể loại nhập vai hành động Mount & Blade. Trò chơi hiện đang được hãng TaleWorlds phát triển và Paradox Interactive dự kiến phát hành vào Q2 năm 2011. Cốt truyện của phiên bản này dựa trên cuốn tiểu thuyết lịch sử With Fire & Sword đã từng đoạt giải Nobel của nhà văn Ba Lan Henry Sienkiewicz.

## Cách chơi
Cách chơi tương tự như phiên bản trước Mount & Blade: Warband. With Fire & Sword có đầy đủ tất cả các yếu tố của một trò chơi nhập vai hành động chỉ tập trung vào hệ thống chiến đấu trên bộ và trên ngựa cùng các trận công thành đầy kịch tính. Trong phiên bản này cho phép người chơi lựa chọn một trong 5 phe phái và chiến đấu theo phe đã chọn trong nỗ lực nhằm kiểm soát Châu Âu. Trò chơi lấy bối cảnh thời kỳ sau thời Trung Cổ nên xuất hiện nhiều loại vũ khí có phần hiện đại hơn như súng ngắn, súng hỏa mai, súng trường, và các trang bị khác.